# Сущевський Андрій Вікторович
Андрі́й Ві́кторович Суще́вський (1978—2014) — старший солдат Збройних сил України, учасник російсько-української війни.

## Короткий життєпис
Народився 1978 року в смт Комишуваха (Оріхівський район, Запорізька область). Закінчив Комишуваську ЗОШ, 1993 року вступив до Оріхівського ПТУ, здобув освіту механіка-тракториста. Протягом 1999—2001 років проходив строкову службу в Криворізькій танковій дивізії, єфрейтор, водій першого класу, механік-водій БМП. По демобілізації працював у пожежній частині Комишувахи.
В часі війни з 31 липня 2014-го — розвідник, 17-та окрема танкова бригада.
18 вересня 2014-го поблизу смт Калинового розвідувальна група на БМП потрапила у засідку терористів. Під час вогневого протистояння бійці зазнали поранень та їх полонили. У бою тоді ж загинули прапорщик Геннадій Бережний, молодший сержант Олег Литовченко та солдати Сергій Пронін, Руслан Безрідний.
Довгий час вважався зниклим безвісти. На початку січня 2015-го упізнаний за ДНК-експертизою, похований 7 листопада 2014-го в селищі Комишуваха.
Без Андрія лишилися мама, дружина, донька 1996 р.н.

## Нагороди і вшанування
За особисту мужність і героїзм, виявлені у захисті державного суверенітету та територіальної цілісності України, вірність військовій присязі під час російсько-української війни, відзначений — нагороджений
- 27 червня 2015 року — орденом «За мужність» III ступеня.
- Його портрет розміщений на меморіалі «Стіна пам'яті полеглих за Україну» у Києві: секція 4, ряд 7, місце 18
- орден «За заслуги перед Запорізьким краєм» 3 ступеня (посмертно)
- Вшановується в меморіальному комплексі «Зала пам'яті», в щоденному ранковому церемоніалі 18 вересня[2]